# Badabadoc
Badabadoc fou una companyia de teatre de titelles, actualment extingida, fundada el 1973 a Sant Feliu de Codines al voltant de la figura de Romà Martí. El nucli fundacional fou ampliat amb la incorporació de Teresa Cot, Toni Verdaguer i Montserrat Macià. Les obres anaven destinades, sobretot, al públic infantil, tot i que també va haver-hi algun muntatge teatral encarat als adults.

## Trajectòria
L'any següent al de la creació de la companyia, al 1974, Badabadoc va participar en el II Festival de Titelles de Barcelona i l’any següent va estrenar als Lluïsos de Gràcia una adaptació per a teatre de titelles d'El petit príncep, en què emprava diferents tècniques (manyopla, fil, tija i cambra obscura). A partir de 1976, els seus membres, ja com a professionals i enquadrats en l’òrbita del Moviment de Titellaires Independents, van projectar les seves activitats sobre una gran part del territori català, actuant en escoles, places de pobles, locals d’associacions de veïns, etc. El 1977 van crear Aiguabarreig, espectacle per a adults que va tenir un gran fracàs comercial i amb el qual van poder constatar l’absència d’un espai per al teatre de titelles en aquesta franja de públic. Aquell mateix any, el grup va sofrir una crisi i va quedar constituït pel tàndem Macià-Martí. Seguidament, al 1978 es va estrenar Les caixes de sorpreses, una mena d'antologia de la trajectòria anterior del grup que combinava els titelles amb les tècniques típiques de les accions d'animació i de participació infantil, com ara cançons o disfresses. L’any 1979, amb la col·laboració de Fe Macià, van crear l'espectacle Cucut cucutades, al qual seguiren, durant el bienni del 1980-1981, Ara estàs amb els Titelles Badabadoc i Mafalda?, basat en les conegudes tires de còmic del dibuixant Quino, i Pa amb tomàquet i titelles. Durant el mateix període, la nòmina de la formació es va ampliar amb la incorporació de Pep Castells, Mercè Plantada, Neus Xofre i Jordi Arús; també es presentà el muntatge Les nits suades de l’Abadia de Pitxolina, o Vigila, que avui hi ha lluna plena. Altres espectacles foren Ets més bufoneta amb la cara neta i Bestiari.

## Final de la companyia
Badabadoc s'extingí a consqüència de la mort del fundador, Romà Martí, esdevinguda l'estiu de 1994. Molt poc abans, arran de la malaltia que patia el titellaire, els companys de professió de Titelles per la Pau li havien retut un homenatge amb l'organització d'una «Fira de Titellaires Roma Martí», que va tenir lloc el 25 de juny de 1994 a Caldes de Montbui. Després, i fins a dia d’avui, s'ha continuat fent cada tercer diumenge de maig sota el nom de Festival de Titelles de Caldes de Montbui.